# クララ・ロース
- クララ・ロース[1][2]
- クララ・ローズ[3]

クララ・ヘンリック・ロース（英: Clara Henrrick Rose、1850年 - 1914年6月14日）は、アメリカ合衆国出身の宣教師、教育者。明治後期から大正初期にかけての日本で、北海道小樽市初の女学校である静修女学校、北海道第2の幼稚園であるロース幼稚園の開設により、北海道と小樽の女子教育に生涯を捧げた。

## 経歴

### 誕生 - 訪日
アメリカのペンシルベニア州ミルフォードで誕生した。1853年に受洗した。ニューヨーク州エルマイラのエルマイラ大学を卒業し、絵の教師として勤めた後、宣教師を志した。宣教師を志願した理由には、当時のアメリカでは南北戦争を経て、女性の社会進出および女性宣教師が増加したことが背景にあると考えられている。
1885年に、北アメリカの長老派の宣教師として日本へ渡り、東京の新栄女学校で8年間勤め、音楽を教えた。1894年（明治27年）、同郷の宣教師であるサラ・クララ・スミスに協力を求められ、北海道札幌のスミス女学校（後の北星女学校、北星学園大学）に赴任した。

### 小樽での女子教育
当時の北海道では、小樽でジョージ・ペック・ピアソンが伝道しており、ロースはピアソンの勧めで、スミス女学校の姉妹校として、小樽の女学校設立に動き出した。小樽は国際貿易港に指定されて繁栄しており、キリスト教主義学校の設立にふさわしい地と考えられたことや、繁栄の一方で未就学女子が多く、文化面や教養面が貧困で、道徳的に頽廃していると考えられたためである。

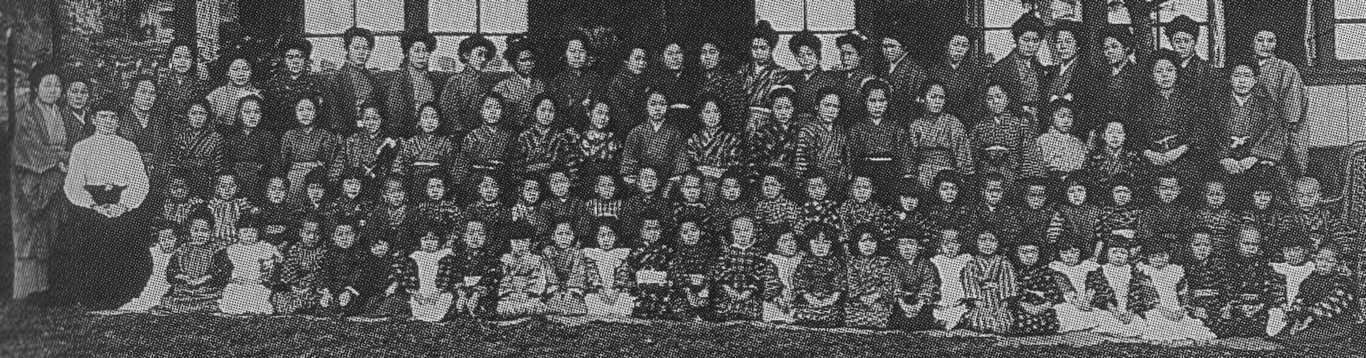
静修女学校、1909年（明治42年）。前列左端がクララ・ロース。

1895年（明治28年）に、スミス女学校の卒業生である女子教育者の河井道らの協力のもと、小樽初の女学校である静修女学校が開校された。小樽教会の牧師や各界の人士たちからも支援が得られた。ロースは1896年（明治29年）12月までは、この女学校のみならず、スミス女学校の教員もまだ兼任していたため、小樽に借りた家に住み、平日は札幌におり、金曜に小樽に帰って英語を教え、夜は男子のための夜学校と、多忙な生活を送った。
静修女学校では、ロースは生徒たちに、英語、音楽、聖書などを教えた。熱心な指導により、生徒や父母に厚く信頼された。1895年（明治28年）2月25日付けの書簡によれば、当時の札幌農学校教授であった新渡戸稲造も、自分の学生たちに対して、ロースから聖書や教科書の教えを受けることを勧めたとあり、多くの学生たちがロースのもとを訪れたとみられている。こうした多忙さのあまり、後述のようにロースは大変な読者家にもかかわらず「仕事で頭がいっぱいで、読書の時間さえほとんど無いほど忙しい」と1894年（明治27年）の書簡で述べ、1897年（明治30年）の書簡では、静修女学校の発展が札幌の北星女学校の妨げになることを危惧し、「学校があまりに急速に伸び過ぎているという不満が起こらないように願っています」というほどだった。
1897年（明治30年）9月には、静修女学校に幼稚園が併設された。幼児期からの一貫したキリスト教主義の人間教育が目的であり、スミス女学校の付属幼稚園の廃止に伴って伝道局本部から幼稚園設置の要望が出たためでもあった。幼稚園という言葉がまだ一般的でない時代であったが、次第に生徒も増え、教育も順調に進められるようになった。他にも日曜学校、青年向けの英語教室の開設など、教育のために精力的な活動を続けた。

### 急逝
1913年（大正2年）、静修女学校は一時休校を経て校舎を増築し、秋から授業が再開されて、新たな学園生活が軌道に乗り始めていたところであった。
しかしそのわずか後の1914年（大正3年）6月14日、静修女学校で朝の礼拝の直前、ロースはアメリカの友人に宛てて「日本の女子教育」を訴える手紙を書き始め、わずか数行を書いたところで、心臓発作のために64歳で急逝した。テーブルに向ってペンを握ったままの最期であった。生涯独身であった。
墓碑は札幌市中央区の円山墓地にあり、碑銘には「小樽における20年の宣教師」と刻まれている。

## 没後

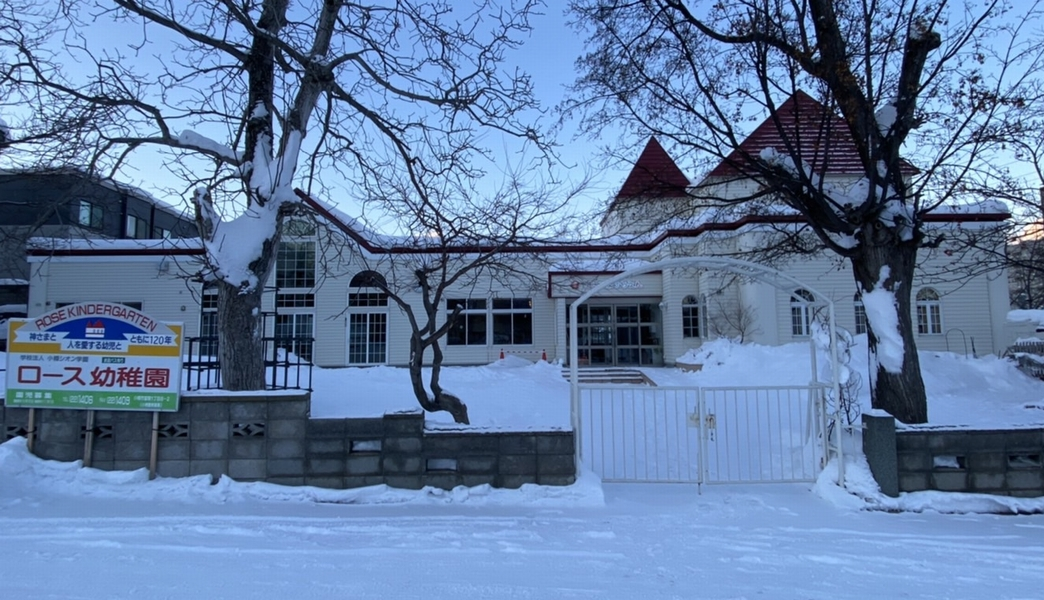
ロース幼稚園。2021年12月31日撮影。

ロースの没後、静修女学校は廃校された。これは後述するように、学校の運営費の大半にロースの私費が用いられていたことが一因とみられている。女学校の生徒たちは、札幌の北星女学校へ移された。廃校後の静修女学校の校舎兼寄宿舎は、小樽シオン教会旧牧師館として利用された。木造2階建ての洋館であり、「女子教育の先駆者の功績を伝える建物」「教育史上も重要なもの」「小樽の文化的財産」と後に伝えられた。
付属幼稚園の方は、1916年（大正5年）にロースの名を継いで「ロース幼稚園」と改名して、函館市の遺愛幼稚園に次いで北海道内で二番目に長い歴史を持ち、120年以上にわたって運営されている。クラスの名にはロースの遺した聖句に由来して「信仰」「望」「愛」と名付けられている。1999年（平成11年）からは同幼稚園と、ロースが学生時代を過ごしたエルマイラの第一長老教会付属幼稚園との間で、クリスマスカードの交換などの交流が開始されている。2007年（平成19年）11月には創立百周年の記念感謝会が開催され、エルマイラ教会からロースの肖像写真が贈呈された。

## 人物
ピューリタンの信仰の持ち主であった、聖日（日曜日）を厳守し、日曜に郵便が届くと翌日に再配達を頼むほどで、配達人を驚かせた。「私は仕える」を意味するドイツ語の「Ich, diene」がモットーであり、口癖でもあり、静修女学校の校舎の壁にもこの標語を掲げていた。読書家でもあり、蔵書は文学、宗教、歴史など340冊に昇り、その大半は没後にロース幼稚園に保存された。

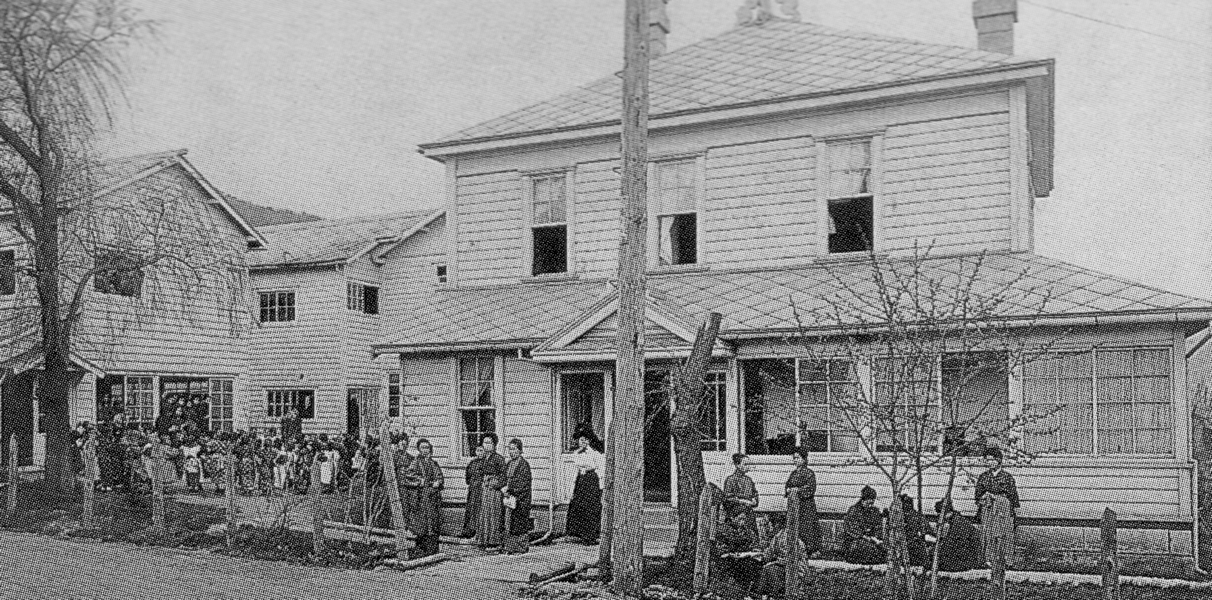
静修女学校、1914年（大正3年）5月。中央入口前の女性がクララ・ロース。前掲の画像と共に、衣服はブラウスとスカートである。

学校経営にあたっては、北星女学校と同じミッションスクールを小樽に作ることに反対の声が上がったこともあって、伝道協会から補助が得られなかったため、ロースが私財を投じていた。そのために冬季も、自室のストーブに薪を燃やすことも惜しんだ。大工を雇う余裕もなかったために、厳寒の中でも、校舎の修繕のために、あかぎれだらけの手で釘と金槌を持って校内を回った。マッチ1本すら無駄にせず、率先して生徒たちに倹約の習慣を示した。没後の生徒の証言によれば、給料をすべて学校と生徒のために費やしたため、ロース自身の衣服は常に手製のブラウスとスカートのみだった。この質素な中でも、常に明るい讃美歌を口ずさんでいた。急逝の後に、ジョージ・ピアソンの妻であるアイダ・ゲップ・ピアソンが、葬儀でロースの亡骸に着せる服を捜していたときも、あまりの貧弱さに驚き、駆けつけた人々の涙を誘ったとの逸話もある。
教育においては、生徒たちのことを「My girls」「愛する娘たち」と呼び、個人個人の人格を重視し、教師と生徒の関係というより、友人のように接していた。生徒が何か悪さをすると、ロースは「悪い娘」と言って叱りながらも、顔は笑顔であった。常に生徒1人1人のために祈り、生徒たちの家族のためにも祈った。ロースが病気のときは、生徒たちが庭に集まって回復のために祈った。

## 評価
村岡平吉が社長を務める福音印刷による書籍『The Christian movement in the Japanese Empire』（大日本帝国におけるクリスチャンの動静）では、1915年度版の訃報で、ロースについて「学校を自分の家族とみなし、給料の一銭にいたるまで生徒のために使った」と述べられていおり、ロースが自らと持てるものすべてを与えた功績について高く評価されている。
小樽出身の評論家である坂西志保はロースの教え子の1人で、ロースに強い感化を受けており、ロースの死去に際して「私等のために先生は犠牲でなくてなんでしょう。先生はその一生を私等のために費し、死に至るまで私等のために祈り、私等を思うて下さった」と悲しみの言葉を述べた。
河井道は「先生は又日本女学生を真に愛した」「北海道女子教育の将来を考えて小樽に一女学校を創立せんとせしは実に先生が日本の女子を愛し信用せし表徴である」と語り、後年には自著で「ロース先生の芸術的な才能は、あの荒野でむだに果てたのではなく、かえって地味をこやす助となったからこそ、そこから咲き出た義の花が、ひときわかぐわしい馨りを創り主に捧げることができたのである」と述べた。
小樽の情報誌「ライナス」では、1992年（平成4年）から5回にわたってロースの生涯が連載された。同誌の編集長である小笠原真結美によれば、連載を重ねるごとに多くの読者から好評の便りが届き、次第に同誌の看板的な存在となったという。この連載は加筆修正を経て、1996年（平成8年）に『荒野のバラ - クララ・H・ロースと小樽「静修女学校」』の題で書籍化されており、小笠原は「小樽の歴史、日本の教育の原点、地域文化を知る上で貴重な1冊」と語っている。